# Відукінд Корвейський
Відукінд Корвейський (лат. Widukindus Corbeius; нім. Widukind von Corvey; біля *925 р. — †980 р.) — саксонський монах-бенедиктинець, історик, агіограф. Автор хроніки «Діяння саксів» (лат. Res gestae saxonicae).

## Творча біографія
Походив зі світських саксонських феодалів; отримав тогочасну класичну освіту, монах бенедиктинського Корвейського монастиря у Вестфалії.
Відукінд Корвейський — автор хроніки «Діяння саксів» (лат. Res gestae saxonicae) у 3 книгах, в якій, прагнув прославити подвиги саксів та їх королів, виклав на основі старих саг, пісень, переказів, античних і середньовічних джерел, власної обізнаності історію саксів і королів Саксонської династії (Генріха I Птахолова і герцога Саксонії Оттона I). Події в «Діяннях саксів» доведені до 967 року, дані відомості з історії саксо-слов'янських стосунків. Цей твір він створив на прохання дочки Оттона I Матильди, першої абатиси Кведлінбургської. Цю хроніку потім використав Тітмар Мерзебурзький у «лат. Chronographus Saxo».

## Електронні версії
- Видукинд Корвейский // Деяния саксов, книга I [Архівовано 11 березня 2012 у WebCite]. — г. Москва: изд. «Наука», 1975 г. (рос.)
- Видукинд Корвейский // Деяния саксов, книга II [Архівовано 12 жовтня 2011 у Wayback Machine.]. — г. Москва: изд. «Наука», 1975 г. (рос.)
- Видукинд Корвейский // Деяния саксов, книга III [Архівовано 12 жовтня 2011 у Wayback Machine.]. — г. Москва: изд. «Наука», 1975 г. (рос.)